# أبرا (مغني)
أبرا هو مغني فلبيني، ولد في 1 ديسمبر 1990 في باسيج في الفلبين.

## وصلات خارجية
- أبرا على موقع ميوزك برينز (الإنجليزية)